# Sunnylvens kommun
Sunnylvens kommun (norska: Sunnylven kommune) var en kommun i Møre og Romsdal fylke i västra Norge. Kommunen omfattade den södra delen av nuvarande Stranda kommun. Tätorten Hellesylt utgjorde kommunens centralort. Kommunens andra större ort var Geiranger.

## Administrativ historik
Sunnylvens kommun upprättades den 1 januari 1838 (som Sundelven formannskapsdistrikt) när Formannskapslovene från 1837 trädde i kraft.
Den 1 januari 1965 gick kommunen upp i  Stranda kommun. Kommunens hade då 1 221 invånare.

## Bildgalleri

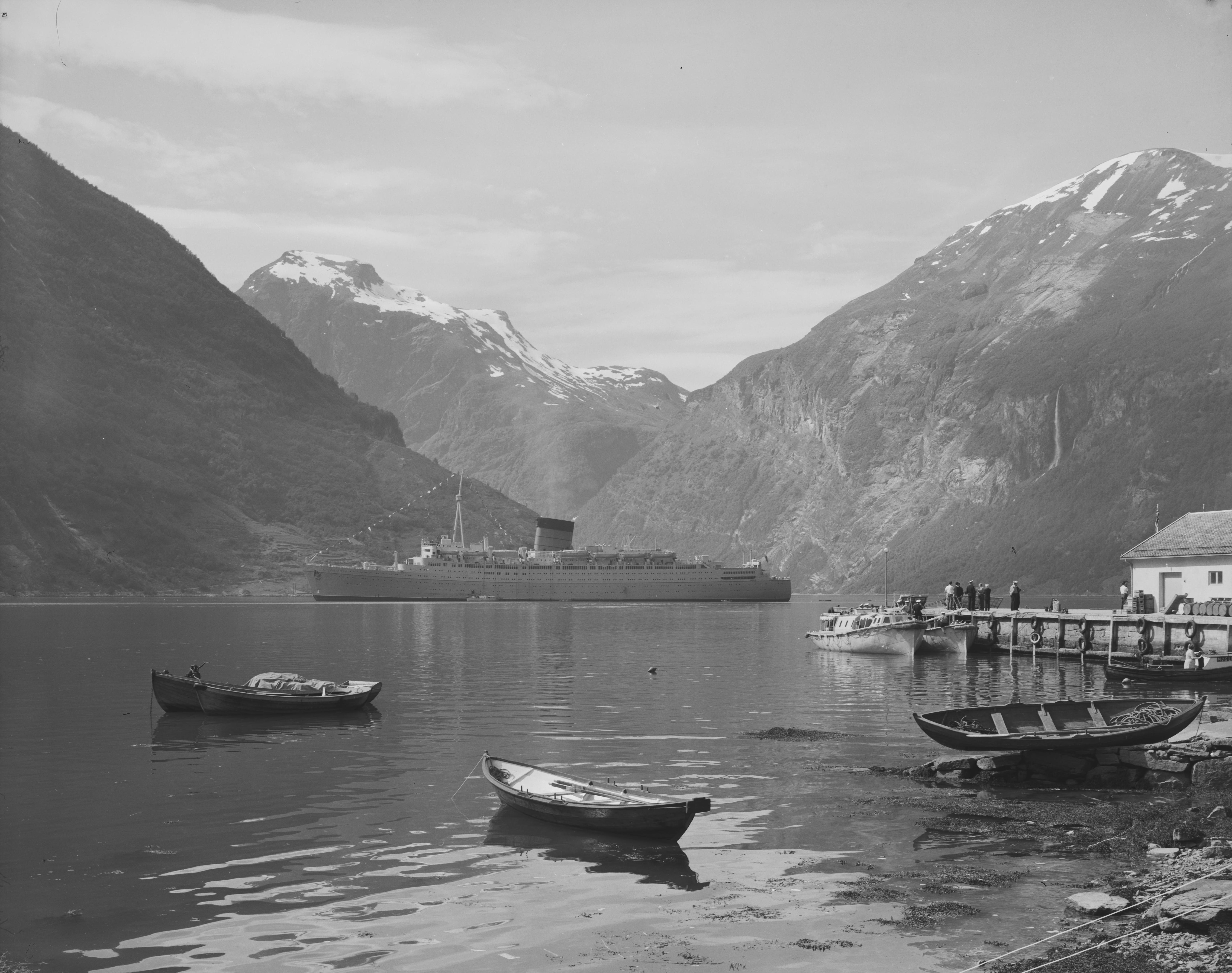
Geiranger.
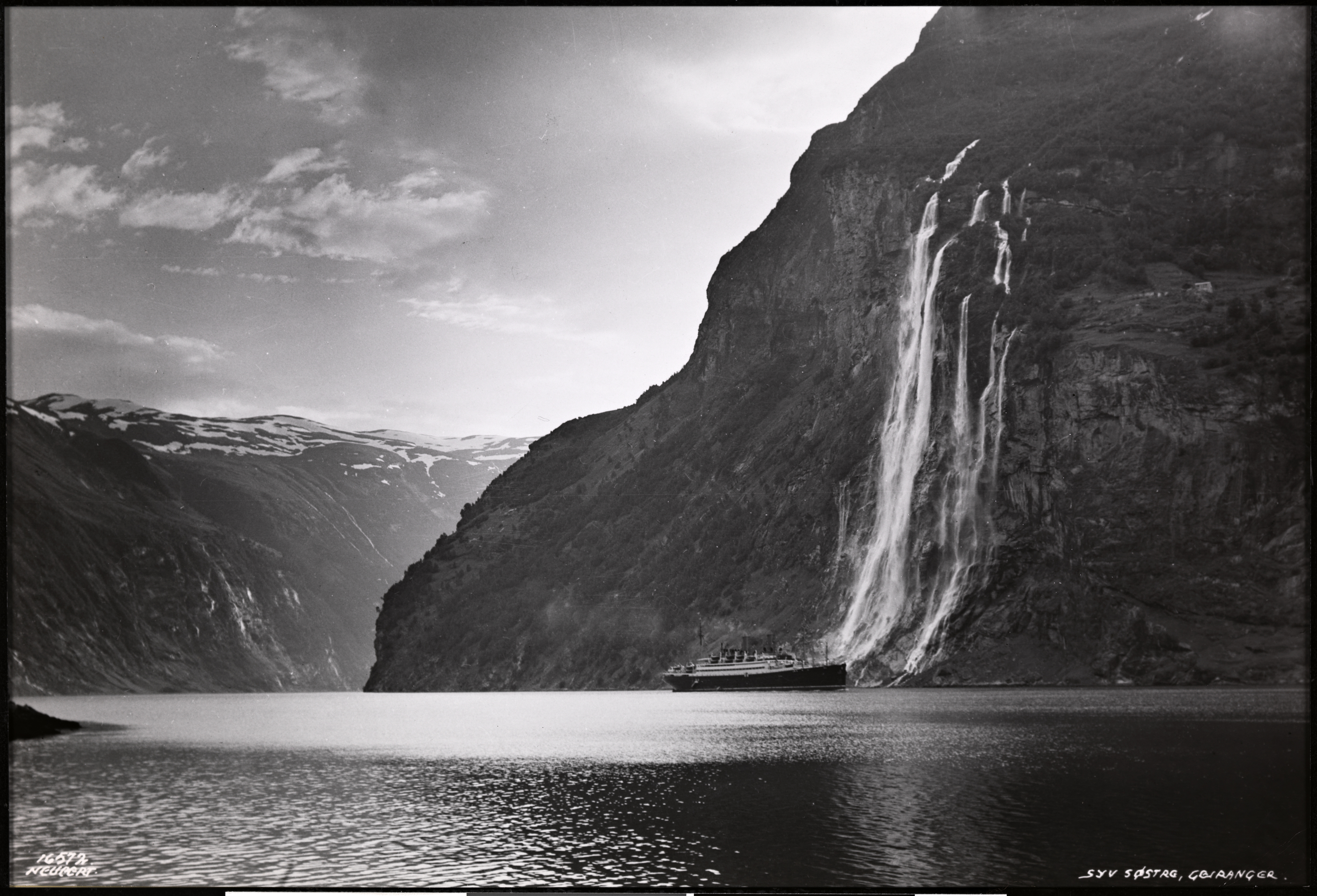
De syv søstrene vid Geirangerfjorden.
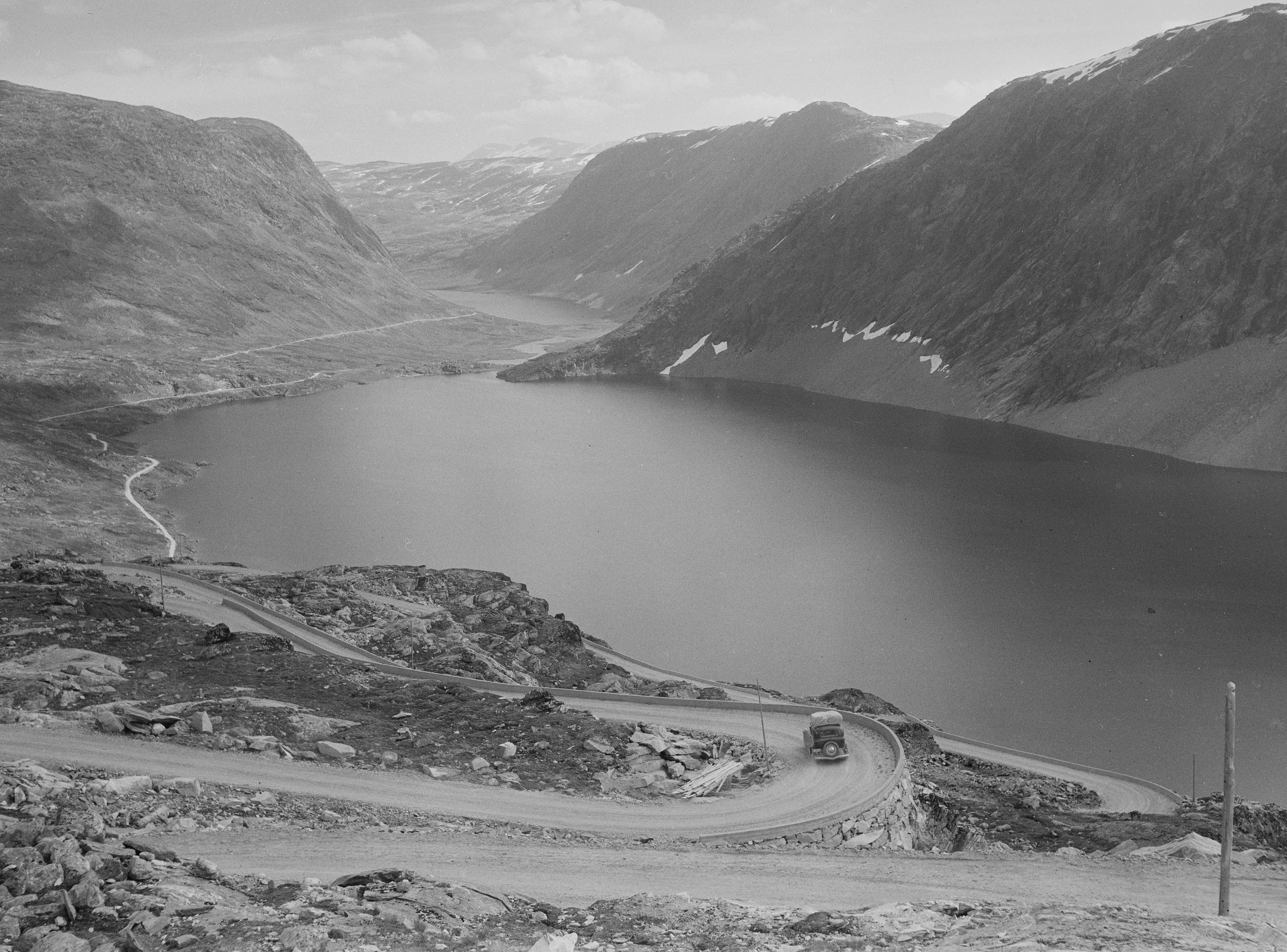
Vägen till Dalsnibba vid Djupvatnet.